# Lotay Tshering
Lyonpo Lotay Tshering (Thimphu, 14 marzo 1968) è un politico bhutanese, primo ministro del Bhutan dal 7 novembre 2018 al 1 novembre 2023.

## Biografia
Tshering è nato il 10 maggio 1969, in una famiglia umile. Viene dal villaggio di Dalukha, Mewang, Thimphu.
Ha ricevuto la sua prima educazione presso la Punakha High School e si è laureato presso lo Sherubtse College. Si è laureato presso il Mymensingh Medical College presso l'Università di Dacca, in Bangladesh e ha conseguito una laurea in MBBS nel 2001. Ha completato il suo post laurea in chirurgia presso la Bangabandhu Sheikh Mujib Medical Università di Dacca, in Bangladesh. Nel 2007, ha studiato Urologia al Medical College di Wisconsin, negli Stati Uniti, sotto la sua borsa di studio dell'Organizzazione mondiale della sanità. Al suo ritorno in Bhutan, era l'unico urologo esperto nel suo paese. Nel 2010, ha ottenuto una borsa di studio in Endourologia presso il Singapore General Hospital, Singapore e la Okayama University, in Giappone. Nel 2014 ha conseguito un Master in Business Administration presso l'Università di Canberra, in Australia.
Tshering è sposato con un medico, Ugyen Dema. La coppia ha una figlia. Durante il suo mandato presso l'ospedale di riferimento regionale Mongar, ha adottato una ragazza e un ragazzo.